# Рудний вузол
Рудний вузол (рос. рудный узел, англ. ore knot,  ore node; нім. Erzscharungsgebiet n) — відособлена ділянка зосередження рудних родовищ, відділена від інших ділянок безрудним простором. Розрізнюють моногенетичні і полігенетичні, монометалічні і поліметалічні рудні вузли.